# Перес, Нона
Нона Перес Вивас (исп. Nona Pérez Vivas; род. 10 апреля 2003, Сант-Кугат-дель-Вальес, Каталония) — испанская ватерполистка, игрок сборной Испании. Олимпийская чемпионка 2024 года, чемпионка Европы 2022 года, призёр чемпионатов мира и Европы.

## Карьера
В 2022 году дебютировала в сборной Испании. Приняла участие в чемпионате Европы в Хорватию, где стала чемпионкой. В финале были обыграны гречанки со счётом 9:6.
На чемпионате мира 2023 года в Фукуоке сборная Испании, в составе которой играла Перес, завоевала серебряные медали, уступив в финале сборной Нидерландов в серии послематчевых штрафных бросков.
Зимой 2024 года испанская сборная стала второй на чемпионате Европы в Эйндховене, в составе команды была Нона. В Дохе на чемпионате мира испанки, в составе которых играла Перес, завоевали бронзовые медали.
Нона Перес была включена в олимпийскую сборную для участия в Играх 2024 года в Париже, где испанки одержали победу, став олимпийскими чемпионками. В финале против Австралии была в стартовом составе и сыграла в общей сложности 16 минут, а её команда праздновала успех со счётом 11:9.